# Peter Byrne (Geistlicher)

Wappen von Peter John Byrne

Peter John Byrne (* 24. Juli 1951 in New York City, USA) ist ein US-amerikanischer Geistlicher und Weihbischof in New York.

## Leben
Byrne trat in das St. Joseph’s Seminar in Yonkers ein. Er unterbrach die Priesterausbildung und war von 1977 bis 1983 als Lehrer tätig. Parallel studierte er an der Fordham University, wo er 1983 den Bachelor in Geschichte und Sozialwissenschaften erwarb. Im gleichen Jahr kehrte er in das Priesterseminar zurück und empfing am 1. Dezember 1984 das Sakrament der Priesterweihe für das Erzbistum New York.
Peter Byrne war in der Pfarrseelsorge in der Bronx und auf Staten Island tätig. Seit 2013 war er Pfarrer in Manhattan.
Am 14. Juni 2014 ernannte ihn Papst Franziskus zum Titularbischof von Cluain Iraird und zum Weihbischof in New York. Die Bischofsweihe spendete ihm und den gleichzeitig ernannten Weihbischöfen John O’Hara und John Jenik der Erzbischof von New York, Timothy Kardinal Dolan, am 4. August desselben Jahres. Mitkonsekratoren waren die New Yorker Weihbischöfe Dominick John Lagonegro und Gerald Thomas Walsh.